# Autorita finančního dohledu a informovanosti
Autorita finančního dohledu a informovanosti (italsky Autorità di Supervisione e Informazione Finanziaria, zkratka ASIF) je úřad Svatého stolce, který je zodpovědný za boj proti praní špinavých peněz a financování terorismu. Jde o Financial Intelligence Unit Svatého stolce.
Sídlí v Palazzo San Carlo ve Vatikánu.

## Historie
Úřad byl založen papežem Benediktem XVI. dne 30. prosince 2010 pod názvem Úřad finanční informovanosti (zkratka AIF). Papež František 8. srpna 2013 rozšířil jeho kompetence a 15. listopadu 2013 promulgoval jeho statut. Dne 5. prosince 2020 tentýž papež promulgoval nový statut a novou organizační strukturu, s čímž souvisí i změna názvu na současný (ASIF).
Pravomoci úřadu byly znovu potvrzeny v apoštolské konstituci „Praedicate Evangelium“ ze dne 19. března 2022.

## Organizace
ASIF se skládá ze tří útvarů:
- útvar dohledu
- útvar regulace a právních záležitostí
- útvar finančního zpravodajství

Dozoruje veškeré subjekty Svatého stolce i Vatikánu, v současnosti zejména Institut pro náboženská díla neboli Vatikánskou banku.
ASIF je členem mezinárodní organizace Egmont Group, která usnadňuje a podporuje výměnu informací a znalostí i spolupráci mezi členy. Na bilaterální úrovni ASIF uzavřel Memoranda o porozumění pro mezinárodní výměnu informací s finančními zpravodajskými orgány různých zemí po celém světě.

## Seznam předsedů
- 2011–2014: kardinál Attilio Nicora
  - 2014: biskup Giorgio Corbellini (ad interim)
- 2014–2019: René Brülhart
- od 2019: Carmelo Barbagallo